# St. Adalbert (Berlin)

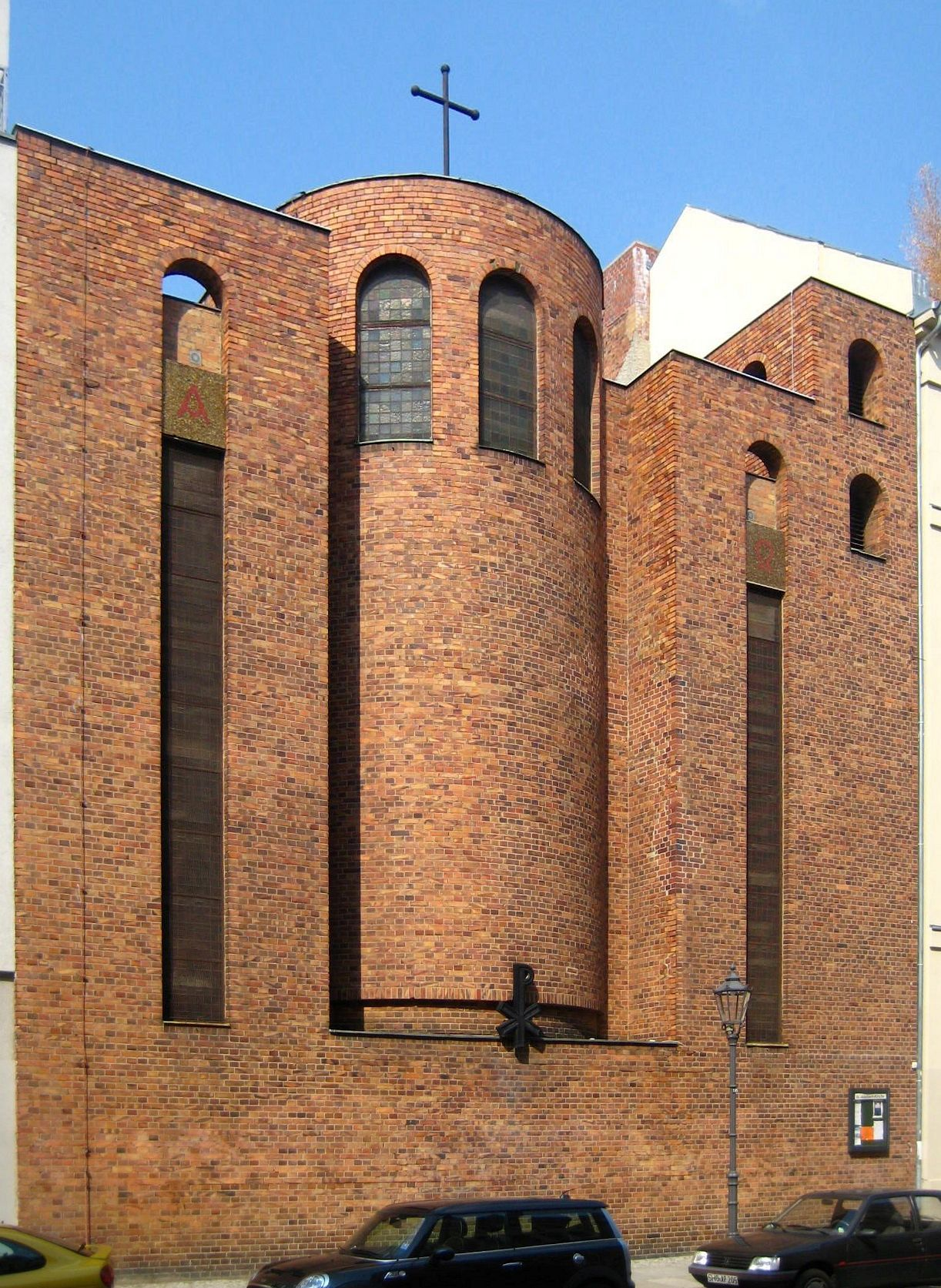
Fassade der St. Adalbert-Kirche in der Linienstraße, 2010

Die St.-Adalbert-Kirche ist ein römisch-katholisches Kirchengebäude in der Spandauer Vorstadt im Berliner Ortsteil Mitte des gleichnamigen Bezirks. Das denkmalgeschützte Gotteshaus stammt von dem Architekten Clemens Holzmeister und wurde 1934 geweiht. Sie gehört heute zur Pfarrei Bernhard Lichtenberg im Erzbistum Berlin.

## Lage und Namensgebung
Die St.-Adalbert-Kirche liegt in der Torstraße 168. Der Zugang befindet sich mitten in der westlich anschließenden Häuserzeile und ist nur durch die Bronzebuchstaben über der Hofeinfahrt zu erkennen. Der größere Teil des Kirchengebäudes erstreckt sich auf dem Hofgelände. Von der Linienstraße aus, wo ebenfalls ein Eingang zur Kirche vorhanden ist, lässt sich das Gebäude aber leicht als christlicher Sakralbau identifizieren.
Der heilige Adalbert wurde als Patron der St.-Adalbert-Gemeinde gewählt, da ein Großteil der Gemeindeglieder zu Gründungszeiten aus Schlesien, Ost- und Westpreußen stammte. Dort wurde der im Jahr 999 heiliggesprochene Bischof von Prag sehr verehrt. Sein Gedenktag ist der 23. April. Zudem war Adalbert der Patron des ehemaligen Bistums Lebus, dessen Diözesangebiet 1930 an die Diözese Berlin kam und in dessen Tradition sie sich stellte, indem sie u. a. das Lebuser Diözesanwappen in ein Feld des Berliner Bistumswappens übernahm.

## Geschichte

### 1927–1945
Im Jahr 1927 wurde die Gemeinde St. Adalbert gegründet. Mit einer Gemeindegliederzahl von 7000 war sie eine Untergliederung der katholischen Pfarrgemeinde St. Sebastian. Bis zum Erwerb im Jahr 1932 des jetzigen Grundstücks, auf dem sich die Kirche befindet, fanden die heiligen Messen der Gemeinde in einer nahegelegenen Schulsporthalle statt. Die Grundsteinlegung der Kirche erfolgte am 18. September 1932. Am 22. April 1934 wurde St. Adalbert von Bischof Nikolaus Bares geweiht. Die Kirche wurde von dem österreichischen Architekten Clemens Holzmeister entworfen.
Im Jahr 1943 wurden ein Teil der Bänke und die Orgel durch eine Brandbombe beschädigt, Gottesdienste fanden danach an Ausweichstandorten weiterhin statt. Erst zu Pfingsten 1944 konnte wieder im Kirchraum zelebriert werden. 1945 traf eine zweite Bombe die Kirche, und der Altarraum wurde unbrauchbar. Obwohl zwei Bomben und eine Granate während des Zweiten Weltkriegs in die Kirche einschlugen, wurde sie im Vergleich zu anderen Berliner Kirchen relativ wenig beschädigt, was auf ihre Lage in einem dichten bebauten Wohngebiet und ihre Unscheinbarkeit zurückzuführen ist.

### Nachkriegszeit und die Missionarinnen der Nächstenliebe
Nach der Eroberung Berlins nutzte die Rote Armee ab Mai 1945 die Kirche als Pferdestall. Liturgisches Gerät und einige Kostbarkeiten waren zuvor von Gemeindegliedern zum Schutz vor Raub versteckt beziehungsweise vergraben worden. Zwischen 1946 und 1948 wurde die Kirche instand gesetzt und konnte wieder geweiht werden. Ende der 1980er Jahre wurde sie erneut restauriert.
Von 1981 bis 1991 waren Schwestern der Ordensgemeinschaft der Missionarinnen der Nächstenliebe in der Gemeinde St. Adalbert tätig.

### Pfarrliche Einbindung
Im Jahr 2001 wurden die Pfarreien St. Adalbert und Herz Jesu zu einem losen Pfarrverband zusammengeschlossen. 2003 verlor jedoch St. Adalbert durch ein erzbischöfliches Dekret seine Selbstständigkeit und wurde der Pfarrei Herz Jesu zugeordnet. Die Gemeinschaft Chemin Neuf, eine ökumenisch orientierte Institution, richtete im Jahr 2004 in der Kirche das ökumenisches Zentrum Net for God ein. Dieses Zentrum bietet Raum für Gebet, Schulung und Begegnung. Gegründet wurde die Gemeinschaft von einem französischen Jesuiten. Sie sieht ihre Aufgabe im täglichen Gebet und in der geistlichen Begleitung.
Zum 1. Januar 2021 fusionierte die Pfarrei Herz Jesu mit den Pfarreien St. Hedwig (Mitte), St. Marien-Liebfrauen (Kreuzberg) und St. Bonifatius (Kreuzberg) zur Pfarrei Bernhard Lichtenberg.
Jeden Sonntag und gebotenen Feiertag wird um 9 Uhr eine heilige Messe in der St. Adalbertkirche gefeiert, darüber hinaus um 10:30 Uhr nach der Liturgie von 1962.

## Architektur

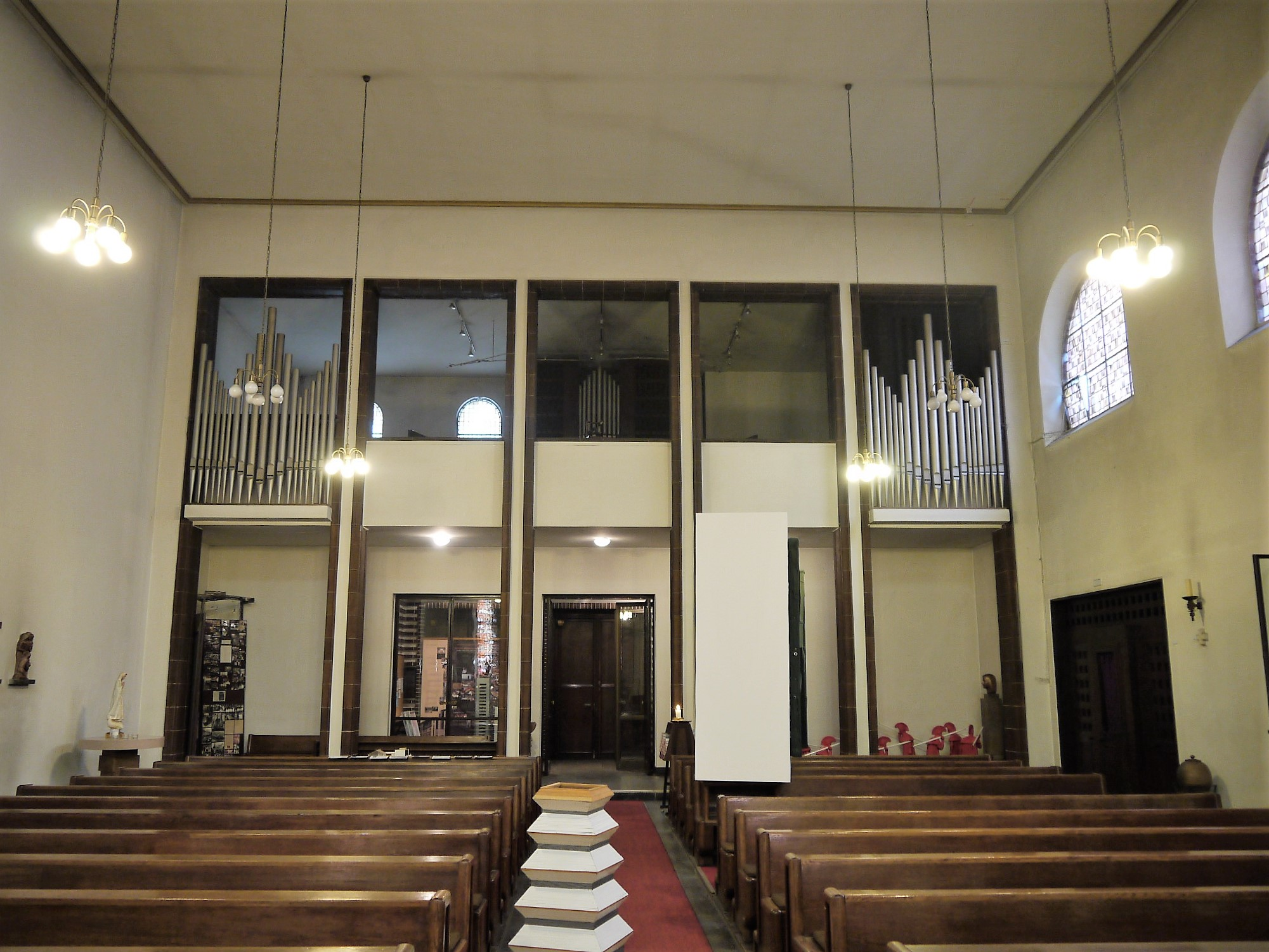
Innenraum, Blick zur Orgel, 2016

Clemens Holzmeister, der Architekt der Kirche, sagte selbst einmal: „Der Bau von St. Adalbert bleibt eine der schönsten Erinnerungen in meinem Leben“.

### Baudetails
Es ist ein expressionistisch geprägter verklinkerter Saalbau. Die halbrunde Apsis ist in die Fassadenfront der Wohnhäuser symmetrisch eingebunden. Die Altarnischen mit rechteckigem Grundriss werden von schmalen über drei Etagen reichenden Halbrundfenstern mit Tageslicht versorgt. Der Chorraum besitzt dagegen nur in etwa 15 Meter Höhe fünf helle Halbrundfenster, die im Inneren eine mystische Beleuchtung erzeugen. Das Kirchengebäude besitzt keinen Glockenturm.

### Innenausstattung
Die erhöhte Altarapsis ist in den Hauptchor und zwei Altarnischen gegliedert. In der linken Nische steht das Taufbecken, die rechte enthält einen Nebenaltar. Der Altarraum wurde mit zwei Bronzetüren, die ehemals als Abgrenzungen für Kniebänke dienten, ausgestattet. Er enthält Reliquien des heiligen Dominikus, des Gründers des Dominikanerordens. Oberhalb des Altars sind die sieben Sakramente symbolisch in Kreuzform dargestellt. Mosaiken aus dem Atelier von Egbert Lammers schmücken den Chorraum. Unter den vier Heiligen (Sebastian, Petrus, Adalbert und Hedwig) ist folgende Inschrift „Haurietis de fontibus salvatoris“ (lateinisch für ‚Schöpfet aus den Quellen des Erlösers‘) zu lesen.
An der linken Seite des Kirchenraumes fällt ein großes Holzkreuz auf, das von Adlhardt, einem Holzschnitzer aus Tirol, als Filmkulisse für den Film Der Rebell angefertigt worden war. Nach Abschluss der Dreharbeiten erhielt die Kirchengemeinde das Kreuz geschenkt.
Seit 1942 besitzt die Kirche eine Steinmeyer-Orgel mit 1132 Pfeifen. Sehenswert ist auch der von Rudolf Heltzel geschaffene Kreuzweg, der sich an der rechten Wand des Kirchenbaus entlangzieht. Die Sakristei beherbergt eine in spätgotischer Manier geschnitzte Pietà, die aus dem Beginn des 16. Jahrhunderts stammt.